# Timmy Smith
Timothy LaRay Smith (Hobbs, 21 gennaio 1964) è un ex giocatore di football americano statunitense che ha militato nel ruolo di running back nella National Football League (NFL). Detiene il record per yard corse in un'edizione del Super Bowl (204) ma dopo quell'exploit non riuscì a ripetersi, divenendo noto soprattutto per i suoi problemi legali.

## Carriera

### Washington Redskins
Smith fu scelto dai Washington Redskins nel corso del quinto giro (117º assoluto) del Draft NFL 1987, grazie alla sua combinazione di stazza e abilità atletica. Durante la stagione, anche se il titolare George Rogers fu limitato da diversi infortuni, Smith disputò solo 4 gare.
Nei Divisional playoff contro i Chicago Bears, Rogers non stava giocando bene, così dopo sole 13 yard corse su 6 possessi, assieme a un'altra cattiva prestazione della sua riserva Kelvin Bryant, Smith fu inserito in gara, rispondendo con 66 yard corse su 16 tentativi, incluse 7 portate per consumare il tempo sul cronometro. Nella finale della NFC contro i Minnesota Vikings ebbe 72 yard corse su 13 possessi, contribuendo alla vittoria di misura per 17-10.
Dopo le sue prestazioni nei playoff, il capo-allenatore Joe Gibbs decise di fare partire come titolare Smith come titolare nel Super Bowl, ma lo comunicò solo al quarterback titolare Doug Williams e ad alcuni assistenti allenatori, per evitare che il rookie Smith fosse schiacciato dalla pressione. Al giocatore fu detto nel riscaldamento pre-partita.
Nel Super Bowl XXII, Smith stabilì un record dell'evento di 204 yard corse alla prima gara come titolare in carriera, segnando anche 2 touchdown e contribuendo alla vittoria dei Redskins per 42-10 sui Denver Broncos. Fu il suo unico grande traguardo nella NFL, con la sua carriera che fu rallentata da infortuni e da un sospetto uso di droghe.
Nell'estate del 1988 non partecipò al training camp, scioperando per avere un contratto migliore. Si presentò in sovrappeso di 11 kg ed ebbe una stagione di alti e bassi, perdendo il posto di titolare dopo l'ottava partita e non tentando alcuna corsa nelle ultime quattro gare, finendo con 470 yard e 3 touchdown. Prima della stagione 1989 fu lasciato libero di divenire free agent.

### San Diego Chargers
Nella stagione 1989, Smith rifiutò un'offerta di 100.000 dollari dai Miami Dolphins, fallì un test fisico con i Phoenix Cardinals e finì per firmare con i San Diego Chargers per 250.000 dollari il 1º aprile. Subì però un grave infortunio alla caviglia nel training camp e fu visto con un sospetto spacciatore portando a essere svincolato il 5 settembre.

### Dallas Cowboys
Nel maggio 1990, Smith firmò con i Dallas Cowboys dopo avere sostenuto un provino positivo. Prima dell'inizio della stagione, i Cowboys acquisirono anche i running back Terrence Flagler da uno scambio e il futuro hall of famer Emmitt Smith nel Draft NFL 1990. A causa della competizione nel ruolo, i Cowboys lo provarono anche nel ruolo di fullback. Il 4 settembre fu svincolato, lo stesso giorno in cui la squadra acquisì il running back Alonzo Highsmith. Rifirmò per giocare nel debutto stagionale ma fu nuovamente svincolato l'11 settembre dopo avere corso solamente 6 yard su 6 tentativi.

### Baltimore Stallions (CFL)
Nel 1994 Smith firmò con i Baltimore Stallions della Canadian Football League, ma fu svincolato prima dell'inizio della stagione.

## Palmarès
- Super Bowl : 1

Washington Redskins: XXII
- National Football Conference Championship: 1

Washington Redskins: 1987